# シュタディオン・アム・ダレンベルク
シュタディオン・アム・ダレンベルク（ドイツ語: Stadion am Dallenberg）は、ドイツ・バイエルン州ヴュルツブルクにあるサッカー専用スタジアム。1967年に開場し、ヴュルツブルガー・キッカーズがホームスタジアムとして使用している。命名権を売却しているため、アコン・アレーナ（ドイツ語: Akon Arena）とも呼ばれる。

## 概要
1967年8月15日、ホームスタジアムとして使用する予定だったヴュルツブルガー・キッカーズ対1.FCカイザースラウテルンによる親善試合でこけら落としとなった。ドイツ国内においては、比較的小規模なスタジアムであるため、国際大会などは開催されていないが、2006 FIFAワールドカップの期間中はガーナ代表のトレーニングキャンプ地に選ばれた。
2013年3月9日、史上初めてスタジアムの命名権を売りに出すことを決定し、地元の印刷会社であるフライヤーアラーム社に売却され、フライヤーアラーム・アレーナ（Flyeralarm Arena）と命名された。
フライヤーアラーム社との契約満了に伴い、新たなスポンサーとして福祉事業を手掛けるアコン社が名乗りを挙げ、アコン・アレーナ（Akon Arena）へと改名された。
このスタジアムはヴュルツブルクの南西部に位置し、隣接した土地の北に800台を収容できる駐車場、東側に人工芝のトレーニング用ピッチ、西側にクラブオフィスとレストランが併設されている。

## ギャラリー

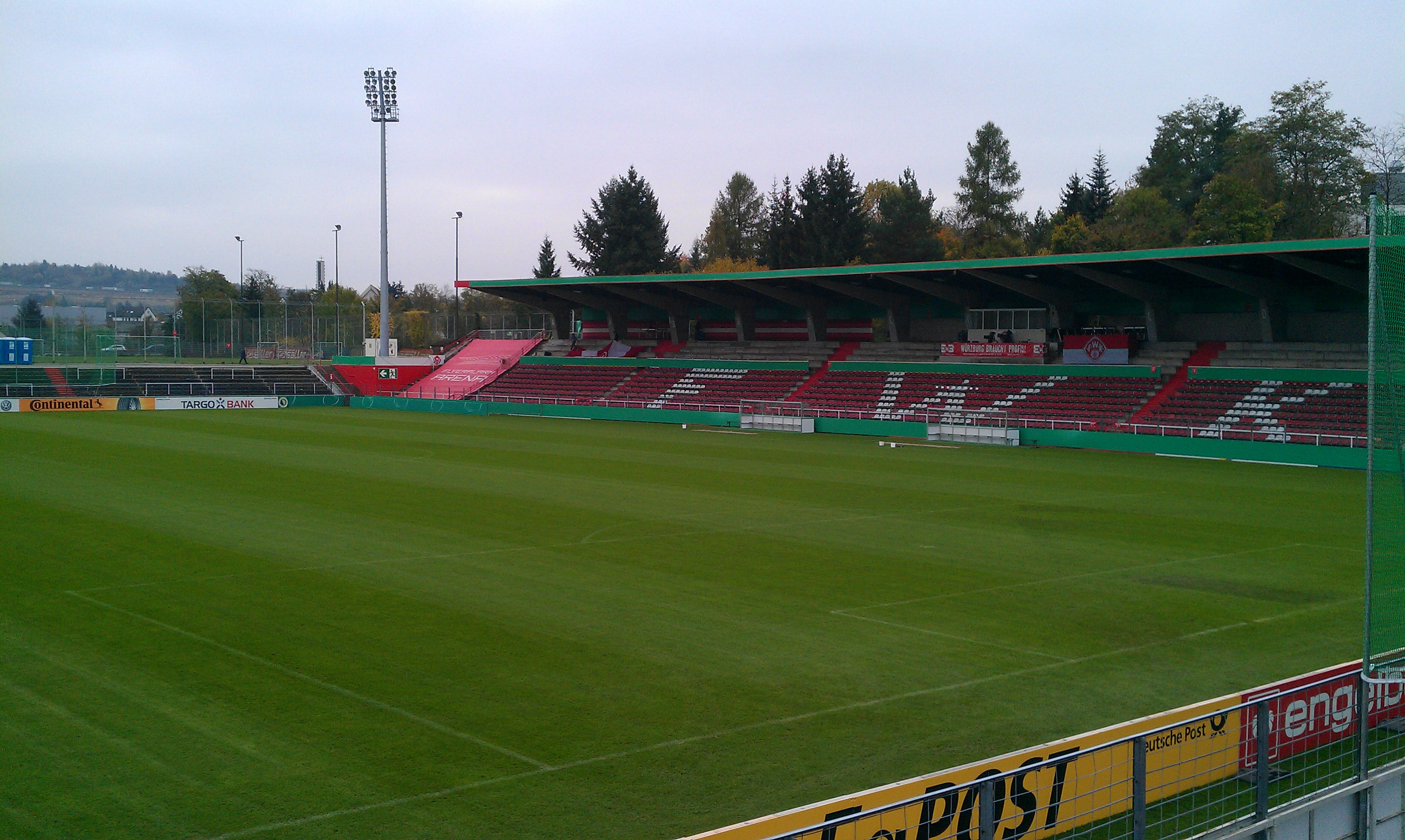
2014年の内観
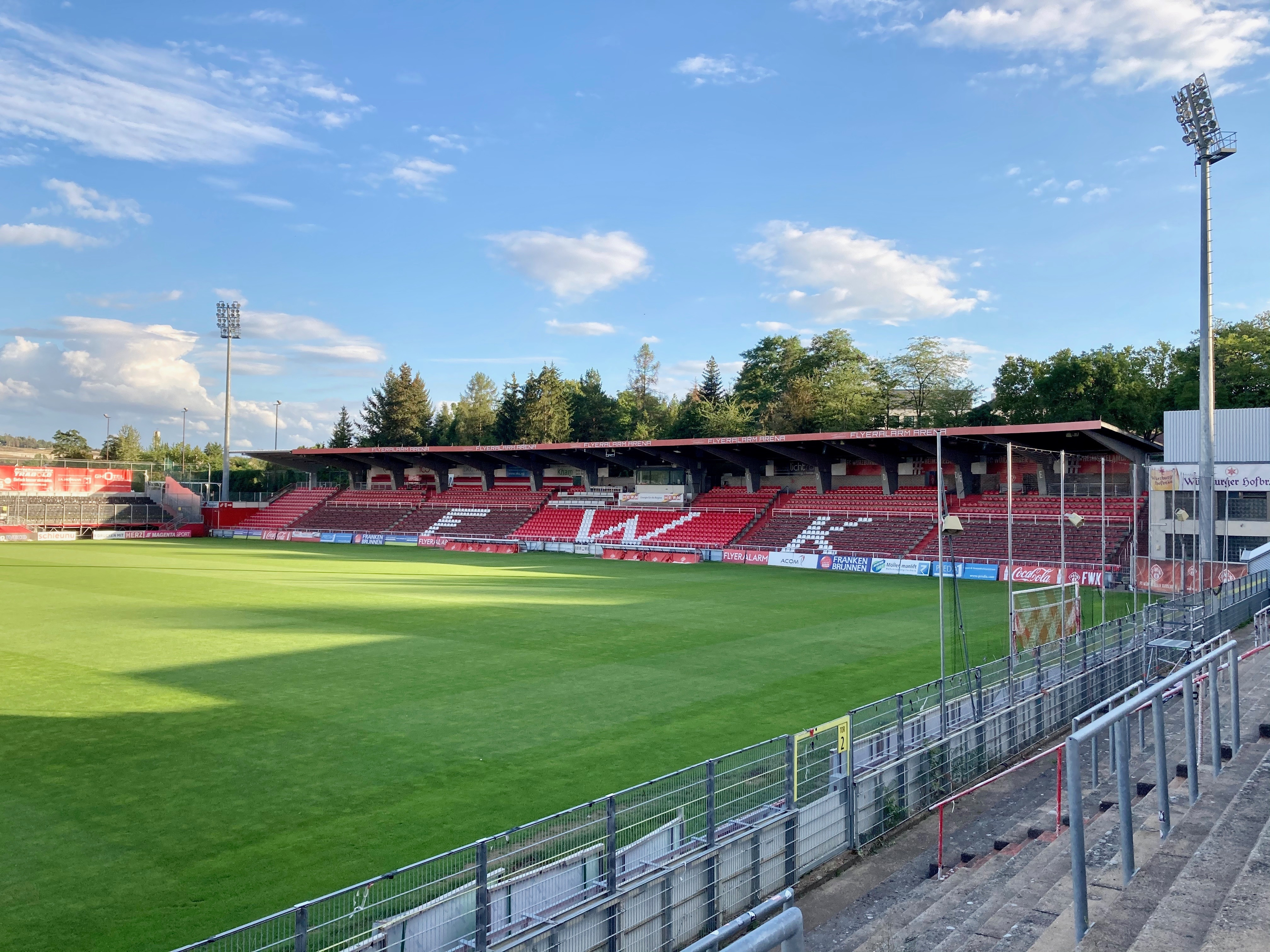
2020年の内観
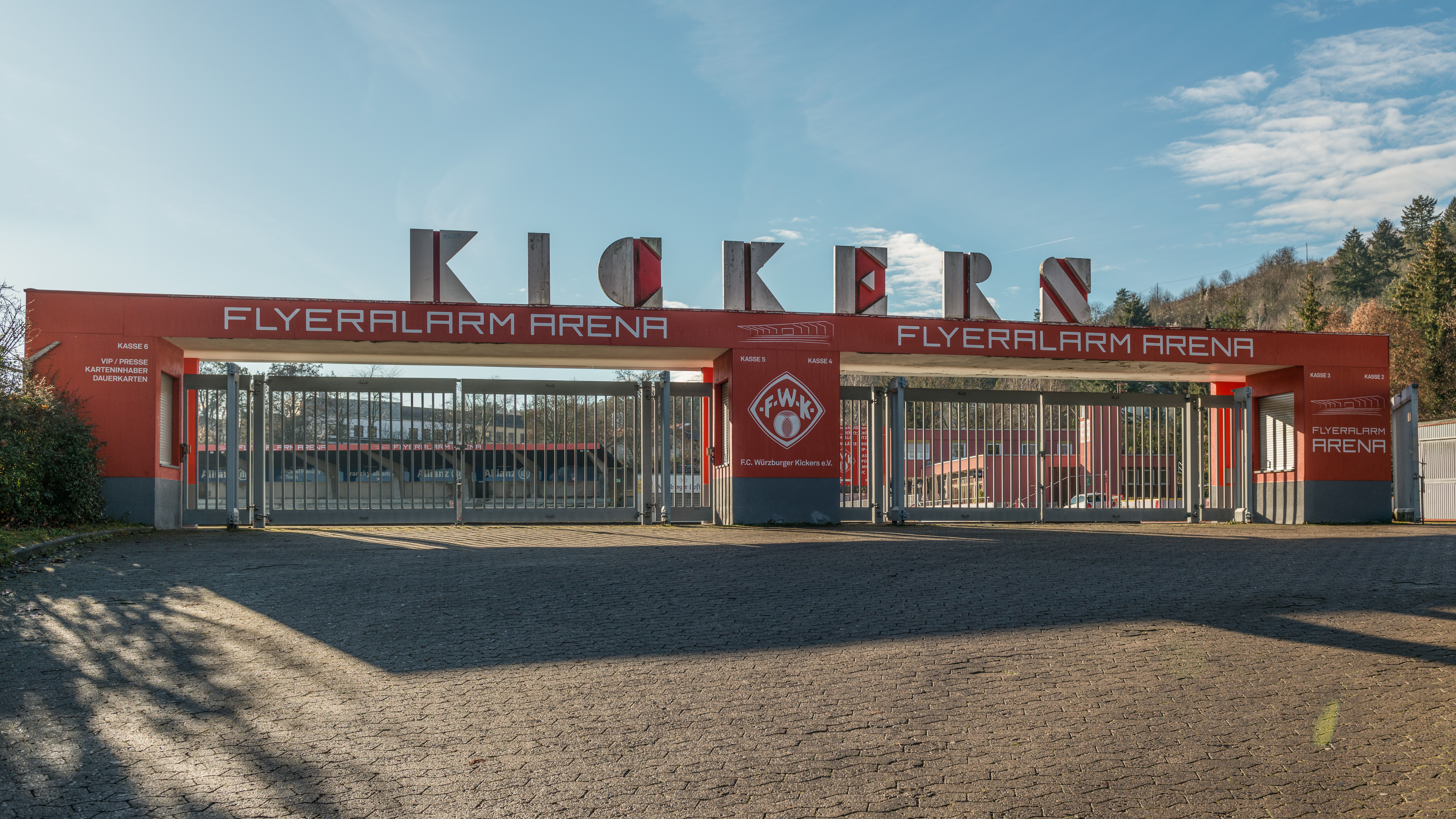
入場ゲート